# هارون مايلز
هارون مايلز (بالإنجليزية: Aaron Miles)‏ هو لاعب كرة قاعدة أمريكي، ولد في 15 ديسمبر 1976 في بيتسبورغ في الولايات المتحدة.

## وصلات خارجية
- هارون مايلز على موقع دوري كرة القاعدة الرئيسي (الإنجليزية)
- هارون مايلز على موقعبيزبول رفرنس.كوم (الدوري الرئيسي) (الإنجليزية)
- هارون مايلز على موقعبيزبول رفرنس.كوم (الدوري الثانوي) (الإنجليزية)
- هارون مايلز على موقع إي إس بي إن.كوم (أم.أل.بي) (الإنجليزية)
- هارون مايلز على موقع مشجعي الرسوم البيانية (الإنجليزية)